# Гжегож Ковальський
Гжегож Ковальський (пол. Grzegorz Kowalski; * 10 січня 1942) — польський скульптор, перформер, майстер інсталяцій, арт-критик і педагог.
У 1959—1965 роках навчався у варшавській Академії образотворчих мистецтв у майстерні Оскара Гансена і Єжи Ярнушкевича. З 1991 року професор варшавської Академії образотворчих мистецтв.

## Майстерня Ковальського «Ковальня»
У 1985 році Гжегож Ковальський заснував майстерню тзв. «Ковальня». Серед її випускників є визнані в усьому світі митці Павел Альтгамер, Катажина Гурна, Катажина Козира, Артур Жмієвський. Вони продовжують співпрацю із професором.
Метод навчання Гжегожа Ковальського заснований на ідеї Оскара Гансена «Відкрита Форма», яка передбачає співтворчість та співучасті глядачів у створенні остаточної форми мистецького твору. В основу педагогічного методу він поклав свою авторську програму «Простір загальний та простір особистий». Основними принципами методу є: рівні права учасників (кожен із них визначає свій особистий простір і водночас має доступ до того простору, яким є поле спільної діяльності); використання сигналів, знаків, жестів, предметів, набір яких залежить від ситуації.